# Copocrossa albozonata
Copocrossa albozonata är en spindelart som beskrevs av Lodovico di Caporiacco 1949. Copocrossa albozonata ingår i släktet Copocrossa och familjen hoppspindlar. Inga underarter finns listade i Catalogue of Life.